# Сонна лощина
«Сонна лощина» (англ. Sleepy Hollow) — американський фільм жахів режисера Тіма Бертона, що побачив світ у 1999 році. Базується на творі Вашингтона Ірвінга «Легенда сонного виярка».

## Актори
- Джонні Депп у ролі Ікабота Крейна — на головну роль у фільмі пробувалося декілька акторів, у тому числі Бред Пітт. Проте зрештою, Тім Бертон вмовив студію утвердити на роль Джонні Деппа. Це пояснили тим, що Тім Бертон бажає бачити Деппа у всіх своїх фільмах, проте сам режисер відмовився від коментарів на цю тему. Депп говорив про свого героя:

|  | "Я завжди думав про Ікабота як про дуже ніжну, тендітну персону, яка, можливо, надто молода для спілкування із жіночою статтю, наче маленька налякана дівчинка". |

Депп хотів зіграти Ікабота із довгим носом, величезними вухами й видовженими пальцями, проте студія забракувала його ідеї як надто неймовірні.

Режисер казав про таких людей, як Ікабот: 
|  | Ви бачите, що вони розумні, але не знаєте, що з ними відбувається . Є якась таємниця в тому, ким вони є насправді. Ви відчуваєте їх самотність, відчуваєте, що вони не мають багато спілкування, що у них є деякі проблеми, які мучать їх, живуть всередині їх голови. Ось чому ви пов'язані із ними |

- Крістіна Річчі в ролі Катріни Ван Тессел
- Майкл Гембон у ролі Балтуса Ван Тессела
- Міранда Річардсон у ролі леді Ван Тессел — образ є втіленням зла у фільмі, оскільки вона контролювала вершника за допомогою його голови. Помирає, коли вершник забирає її з собою в пекло.
- Марк Пікерінґ у ролі молодшого Масбета — сприймає Ікабота за батька та допомагає йому розслідувати справу.
- Каспер ван Дін у ролі Брома Ван Бранта — сильний чоловік, якого пов'язують із Катріною романтичні почуття. Спочатку знущається з Ікабота, проте пізніше допомагає йому.
- Джеффрі Джонс у ролі преподобного Стінвіка
- Майкл Гоф у ролі нотаріуса Джеймса Гарденбрука
- Крістофер Вокен та Рей Парк у ролі вершника без голови — садист, який брав участь у війні під час американської революції. Загинув, проте його тіло лишається живим та продовжує вбивати мешканців Сонної лощини.
- Також у зніманні брали учать Крістофер Лі, Мартін Ландау та тодішня наречена Бартона — Ліза Мері.

## Знімання фільму
У 1998 році в голлівудських колах став відомим проєкт знімання фільму за мотивами твору Вашингтона Ірвіна. Тім Бертон цікавився жанром фільму жахів, тому погодився на цю роботу. Бертон намагався зробити фільм із візуальними ефектами зупиненого руху, і без надміру CGI.
Більшість знімання відбувалося в Англії та в США (штат Массачусетс), хоча розглядали варіанти фільмування у Голландії.
Дерево мертвих, так само як і небо над ним, були створені штучно в павільйоні англійської Leavesden Studios.

## Дизайн
Розробник дизайну фільму Рік Хейнріч казав: 
|  | Одна з речей, що ми намагаємось зробити, передати відчуття страшного, зловісного в селі. Я думаю, це відрізняється від Сонної Лощини Ірвінга, що описується як млява голландська спільнота фермерів. Якщо наша Сонна лощина спить, то це поривчастий сон із жахіттями |

## Реакція на фільм
Прем'єра фільму відбулася 19 листопада 1999 року.
Фільм був суворо засуджений за кровопролиття та насильство, які показані в ньому. Тім Бертон навіть був змушений відстоювати фільм у публічному інтерв'ю. Проте безліч критиків та журналістів чудово відгукнулися на фільм, коментуючи кількість сцен із насильством характерною рисою стрічок Тіма Бертона.
Фільм отримав безліч нагород: за дизайн фільму, художник по костюмах Коллін Етвуд був нагороджений BAFTA, премія Сатурн за найкращу жіночу роль (Крістіна Річчі), найкраще музичне оформлення фільму (Денні Ельфман)

## Цікаві факти
- Декорація Мертвого дерева була побудована в рекордні часи (за три місяці) та була найбільшою декорацією в Англії. Ці ж декорації використовували для знімання фільму із Ніколь Кідман «Інші».
- У картині вісімнадцятьом людям відтинали голови.
- Під час подій фільму головний герой п'ять разів зомлівав.
- Вершник без голови (Крістофер Вокен) за весь фільм промовляє тільки кілька фраз.